# تيبليك (اوكرانيا)
قضاء تيبليك (بالأوكرانية: Теплицький район، وتُنقل: Teplytskyi raion) كان قضاءً (منطقة إدارية) يتبع فينيستيا أوبلاست في وسط غرب أوكرانيا. وكان مركزه الإداري هو بلدة تيبليك.

## الإلغاء والإصلاح الإداري
في 18 يوليو 2020، تم إلغاء قضاء تيبليك رسميًا، وذلك في إطار الإصلاح الإداري في أوكرانيا 2020، والذي هدف إلى تقليص عدد الوحدات الإدارية في الدولة وتعزيز كفاءتها. ونتيجة لهذا القرار، تم دمج أراضي قضاء تيبليك ضمن قضاء هايسين المجاور، ليصبح أحد مراكزه المحلية ضمن هذا القضاء الموسّع.